# Entephria byssata
Entephria byssata är en fjärilsart som beskrevs av Aurivillius 1892. Entephria byssata ingår i släktet Entephria och familjen mätare. Inga underarter finns listade i Catalogue of Life.